# Аргентина на зимових Олімпійських іграх 1952
Аргентина на зимових Олімпійських іграх 1952 року, які проходили в норвезькому Осло, була представлена 12 спортсменами (11 чоловіками та однією жінкою) у двох видах спорту: бобслей та гірськолижний спорт.
Аргентина втретє взяла участь у зимовій Олімпіаді. Аргентинські спортсмени не здобули жодної медалі.

## Бобслей
| След  | Спортсмени                                               | Дисципліна | Спуск 1 | Спуск 1 | Спуск 2 | Спуск 2 | Спуск 3 | Спуск 3 | Спуск 4 | Спуск 4 | Разом   | Разом |
| След  | Спортсмени                                               | Дисципліна | Час     | Місце   | Час     | Місце   | Час     | Місце   | Час     | Місце   | Час     | Місце |
| ----- | -------------------------------------------------------- | ---------- | ------- | ------- | ------- | ------- | ------- | ------- | ------- | ------- | ------- | ----- |
| ARG-1 | Карлос Томасі Роберт Бордо Карлос Сарейсіан Ектор Томасі | Four-man   | 1:20.15 | 13      | 1:19.81 | 6       | 1:19.35 | 10      | 1:19.54 | 7       | 5:18.85 | 8     |

## Гірськолижний спорт
| Спортсмен           | Змагання                     | Спуск 1 | Спуск 1 | Спуск 2    | Спуск 2    | Разом             | Разом      |
| Спортсмен           | Змагання                     | Час     | Місце   | Час        | Місце      | Час               | Місце      |
| ------------------- | ---------------------------- | ------- | ------- | ---------- | ---------- | ----------------- | ---------- |
| Арістео Бенавідес   | швидкісний спуск, чоловіки   |         |         |            |            | дискваліфікований | –          |
| Карлос Ейрас        | швидкісний спуск, чоловіки   |         |         |            |            | дискваліфікований | –          |
| Джино де Пеллегрін  | швидкісний спуск, чоловіки   |         |         |            |            | 4:02.0            | 70         |
| Отто Юнг            | швидкісний спуск, чоловіки   |         |         |            |            | 3:34.9            | 62         |
| Пабло Росенкхер     | швидкісний спуск, чоловіки   |         |         |            |            | 3:02.9            | 47         |
| Луїс де Ріддер      | швидкісний спуск, чоловіки   |         |         |            |            | 3:01.8            | 46         |
| Джино де Пеллегрін  | гігантський слалом, чоловіки |         |         |            |            | 3:09.5            | 66         |
| Отто Юнг            | гігантський слалом, чоловіки |         |         |            |            | 3:03.7            | 61         |
| Луїс де Ріддер      | гігантський слалом, чоловіки |         |         |            |            | 3:00.9            | 56         |
| Пабло Росенкхер     | гігантський слалом, чоловіки |         |         |            |            | 2:55.9            | 49         |
| Пабло Росенкхер     | слалом, чоловіки             | 1:23.3  | 70      | не пройшов | не пройшов | не пройшов        | не пройшов |
| Отто Юнг            | слалом, чоловіки             | 1:21.7  | 67      | не пройшов | не пройшов | не пройшов        | не пройшов |
| Луїс де Ріддер      | слалом, чоловіки             | 1:21.0  | 64      | не пройшов | не пройшов | не пройшов        | не пройшов |
| Франциско де Ріддер | слалом, чоловіки             | 1:16.0  | 55      | не пройшов | не пройшов | не пройшов        | не пройшов |
| Ана Марія Деллай    | швидкісний спуск, жінки      |         |         |            |            | 2:00.3            | 28         |
| Ана Марія Деллай    | гігантський слалом, жінки    |         |         |            |            | 2:29.7            | 31         |
| Ана Марія Деллай    | слалом, жінки                | 1:14.4  | 24      | 1:15.3     | 32         | 2:29.7            | 29         |